# فهرست تورهای کنسرتی مایکل جکسون و جکسون فایو

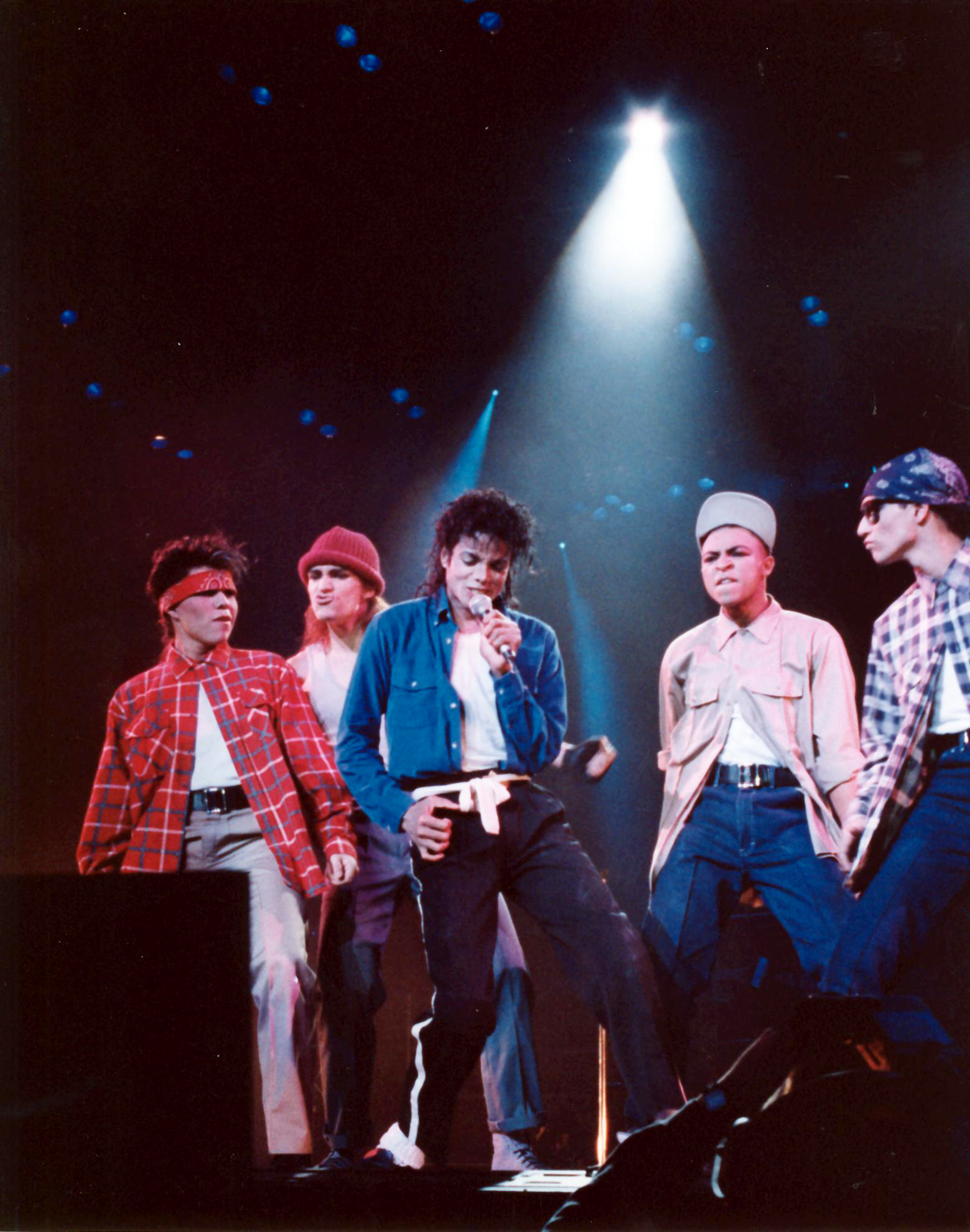
مایکل جکسون در حال جرای ترانهٔ «حسی که تو به من میدی» در «تور جهانی بد» در سال ۱۹۸۷. او با این تور ۲ رکورد جهانی ثبت کرد و بعدها خودش این رکوردها را شکست.

در این مقاله، فهرست کاملی از تمام تورهای جکسون فایو، جکسونز و مایکل جکسون ارائه شده‌است. جکسون فایو (جکسونز) در کل، ۱۱ تور برگزار کرده‌اند. مایکل جکسون نیز در طول عمر خود ۳ تور انفرادی برگزار کرده‌است.
جکسون فایو نام یک گروه موسیقی بود که در سال ۱۹۶۳ میلادی (۱۳۴۲ ه.ش) توسط ۵ برادر از خانوادهٔ معروف جکسون به نام‌های جکی، جرمین، مارلون، مایکل و تیتو آغاز به کار کرد و با فروش بیش از ۱۰۰ میلیون آلبوم به دومین گروه موسیقی پرفروش مردان جهان در طول تاریخ تبدیل شد. اولین تور کنسرت این گروه ۵ نفره در کشور آمریکا بود که در ۳ ماه آخر سال ۱۹۷۰ میلادی (۱۳۴۸ ه.ش) برگزار شد. ۲ تور بعدی آن‌ها نیز در آمریکا برگزار شد و سپس در سال ۱۹۷۲ (۱۳۵۰ ه.ش) در اروپا تور گذاشتند و بعد از آن یک تور جهانی برگزار کردند. آخرین تور آن‌ها نیز شامل ۶ کنسرت در فیلیپین بود. آن‌ها در کل، ۶ تور کنسرت برگزار کردند.
پس از تغییر مکان از کمپانی موتاون به اپیک، گروه نام خود را از جکسون فایو به جکسونز تغییر داد. در سال ۱۹۷۷ آن‌ها یک بار برای الیزابت دوم، ملکهٔ کنونی بریتانیا و قلمروهای همسود، برنامه اجرا کردند. 
آن‌ها بعد از اجرای مجموعه تورهای «اینتریم» در سال ۱۹۷۸ در سال ۱۹۷۹ «تور دستینی» را آغاز کردند که برای تبلیغ آلبومی با همین نام اجرا می‌شد. سپس در سال ۱۹۸۱ (۱۳۶۰ ه.ش) «تور تریمف» را در ۳۶ شهر آمریکا اجرا کردند. آخرین تور جکسونز در سال ۱۹۸۴ با نام «ویکتوری» برگزار شد. «تور ویکتوری» برای تبلیغ دو آلبوم برگزار شد: «ویکتوری» و «تریلر». «تور ویکتوری» شامل ۵۵ اجرا در آمریکا و کانادا بود و سود آن ۷۵ میلیون دلار بود.
مایکل جکسون پس از جدا شدن از برادرانش در سال ۱۹۸۴، اولین تور انفرادی خود را در ۱۲ دسامبر ۱۹۸۷ و در شهر توکیو، ژاپن، تحت نام «تور جهانی بد» آغاز کرد. او در سال ۱۹۹۲ «تور جهانی دنجروس» و در سال ۱۹۹۶ «تور جهانی هیستوری» را اجرا کرد. مایکل در سال ۲۰۰۹ و پس از ۱۲ سال، قصد برگزاری ۵۰ کنسرت با نام «این آخرش است» را داشت که به علت مرگ مشکوک و ناگهانی‌اش لغو شد.

## تورها

### جکسون فایو
| سال | نام تور                  | مدت                                   | تعداد اجراها |
| --- | ------------------------ | ------------------------------------- | ------------ |
| ۱۹۷۰ | اولین تور ملی جکسون فایو | ۲ مه ۱۹۷۰ – دسامبر ۱۹۷۰ (آمریکا)      | ۱۴           |
| این، اولین تور جکسون فایو بود. یکی از کنسرت‌ها به خاطر تهدید به کشتن مایکل جکسون لغو شد.                                                                                           |                          |                                       |              |
| ۱۹۷۱ | دومین تور ملی جکسون فایو | اواسط ۱۹۷۱ – ۱۲ سپتامبر ۱۹۷۱ (آمریکا) | ۳۷           |
| این تور را لایونل ریچی، خواننده آغاز کرد و شامل ۴۰ اجرا بود. |                          |                                       |              |
| ۱۹۷۱ | تور آمریکای جکسون فایو   | دسامبر ۱۹۷۱ – ژانویه ۱۹۷۲ (آمریکا)    | نامعلوم      |
| برادران جکسون در مدت این تور از ۵۰ کشور در آمریکا دیدن کردند. |                          |                                       |              |
| ۱۹۷۲ | تور اروپایی جکسون فایو   | نوامبر ۱۹۷۲ (اروپا)                   | ۸            |
| اولین تور اروپایی جکسون فایو به مدت ۱۲ روز برگزار شد و در طی آن، رکورد گروه بیتلز را در تعداد تماشاچی شکستند. جکسون فایو برای الیزابت دوم (ملکهٔ انگلستان) نیز کنسرت برگزار کردند. |                          |                                       |              |
| ۱۹۷۳ | تور جهانی جکسون فایو     | مارس ۱۹۷۳ – فوریه ۱۹۷۵ (جهانی)        | بیش از ۱۶۰   |
| این، اولین تور جهانی جکسون فایو بود و اجرای آن ۳ سال به طول انجامید. |                          |                                       |              |
| ۱۹۷۶ | آخرین تور جکسون فایو     | فوریه ۱۹۷۶ (فیلیپین)                  | ۶            |
| تنها ۶ کنسرت در فیلیپین اجرا شد. |                          |                                       |              |

### جکسونز
| سال | نام تور     | مدت                                            | تعداد اجراها |
| --- | ----------- | ---------------------------------------------- | ------------ |
| ۱۹۷۷ | تور اروپایی | مه ۱۹۷۷ (اروپا)                                | نامعلوم      |
| جکسونز در مدت این تور ۲۰ روزه در کشورهای مختلف اروپا برنامه برگزار کردند. آن‌ها در روز آخر برای الیزابت دوم، ملکهٔ انگلستان در «مرکز سلطنتی اجرا» کنسرت گذاشتند. |             |                                                |              |
| ۱۹۷۸ | تور اینتریم | ۲۲ ژانویه تا ۱۳ مه ۱۹۷۸ (آمریکا و اروپا)       | نامعلوم      |
| تور اینترم تنها در آمریکا و اروپا برگزار شد. |             |                                                |              |
| ۱۹۷۹ | تور دستینی  | ۲۲ ژانویه ۱۹۷۹ – ۲۶ سپتامبر ۱۹۸۰ (جهانی)       | ۱۲۷          |
| تور دستینی برای تبلیغ آلبوم دستینی اجرا شد و شامل ۱۲۳ کنسرت بود. جکسونز در ۸۰ شهر آمریکا اجرا کردند و در بعضی از کشورهای اروپایی نیز اجراهایی داشتند. تعدادی از کنسرت‌های این تور به دلیل ابتلای مایکل به آنفلوآنزا لغو شد. |             |                                                |              |
| ۱۹۸۱ | تور تریمف   | ۹ ژوئیه ۱۹۸۱ – ۲۶ سپتامبر ۱۹۸۱ (آمریکا)        | ۴۲           |
| این تور توسط مجلهٔ رولینگ استون یکی از عظیم‌ترین تورهای دههٔ ۷۰ و ۸۰ انتخاب شد و همچنین یکی از موفق‌ترین تورهای جکسونز است. آن‌ها در ۳۶ شهر آمریکا برنامه اجرا کردند. سود این تور ۵.۵ میلیون دلار سود داشت. |             |                                                |              |
| ۱۹۸۴ | تور ویکتوری | ۶ ژوئیه ۱۹۸۴ – ۹ دسامبر ۱۹۸۴ (آمریکا و کانادا) | ۵۵           |
| تور ویکتوری مدتی پس از انتشار آلبوم ویکتوری و آلبوم تریلر، پرفروش‌ترین آلبوم جهان برگزار شد. اجرای این تور در آمریکا و کانادا، ۵ ماه به طول انجامید. این آخرین تور جکسونز بود که مایکل جکسون در آن حضور داشت. این تور با ۲ میلیون نفر شرکت کننده، رکورد بیشترین تماشاچی را برای خود ثبت کرد. همچنین رکورد بیشترین سود حاصل از یک تور با سود ۷۵ میلیون دلار را نیز دریافت کرد. مایکل تمام ۷ میلیون دلار سهم خود از این تور را به خیریه بخشید. |             |                                                |              |

### مایکل جکسون
| سال | نام تور           | مدت                                         | تعداد اجراها              |
| --- | ----------------- | ------------------------------------------- | ------------------------- |
| ۱۹۸۷ | تور جهانی بد      | ۱۲ سپتامبر ۱۹۸۷ – ۲۷ ژانویه ۱۹۸۹ (جهانی)    | ۱۲۳                       |
| اولین تور انفرادی مایکل جکسون، به عنوان یک تک خوان بود که مدت ۱۶ ماه به طول انجامید. تور جهانی بد در ۱۵ کشور جهان اجرا شد و ۴ میلیون تماشاچی در آن شرکت کردند. این تور توسط کمپانی نوشابه سازی پپسی حمایت می‌شد. او در این تور، ۷ کنسرت بزرگ در استادیوم ومبلی لندن در مقابل بیش از نیم میلیون تماشاچی حاضر در استادیوم اجرا کرد که پرنسس دایانا، همسر شاهزاده چارلز، پسر ارشد ملکهٔ انگلستان نیز در آن حضور داشتند و رکورد جهانی‌ای نیز به نام مایکل ثبت شد. مایکل با این تور، ۲ رکورد دیگر را در کتاب گینس ثبت کرد: رکورد «سود آورترین تور جهان با سود بیش از ۱۲۵ میلیون دلار» و رکورد «بیشترین تعداد شرکت کننده در یک تور». او بعدها خودش رکوردش را شکست. |                   |                                             |                           |
| ۱۹۹۲ | تور جهانی دنجروس  | ۲۷ ژوئن ۱۹۹۲ – ۱۱ نوامبر ۱۹۹۳ (جهانی)       | ۶۹                        |
| دومین تور مایکل جکسون به عنوان یک تک‌خوان بود. این تور شامل بیش از ۱۰۰ اجرا بود اما بعد از اجرای ۶۹مین کنسرت، به خاطر وضعیت روحی و جسمی بد مایکل که به دلیل اتهامات کودک‌آزاری سال ۱۹۹۳ دچار آن شده بود لغو شد. اجرای این تور ۱۵ ماه به طول انجامید و ۳.۵ میلیون نفر تماشاچی در آن شرکت کردند. تمام درآمد این تور به خیریه بخشیده شد. آماده کردن صحنهٔ هر کنسرت ۳ روز زمان لازم داشت و به اندازهٔ ۲۰ کامیون، لوازم آماده‌سازی این کنسرت توسط هواپیماها به کشورهای مختلف فرستاده می‌شد. |                   |                                             |                           |
| ۱۹۹۶ | تور جهانی هیستوری | ۷ سپتامبر ۱۹۹۶ – ۱۵ اکتبر ۱۹۹۷ (جهانی)      | ۸۳                        |
| آخرین تور مایکل جکسون به عنوان یک تک‌خوان، تور هیستوری بود. تور جهانی هیستوری با جذب بیش از ۴.۵ میلیون شرکت‌کننده، رکورد قبلی تور جهانی بد را شکست و به «پرتماشاچی‌ترین تور جهان» تبدیل شد که تا به امروز نیز این رکورد را در دست دارد. تعداد تماشاچی در هر کنسرت به‌طور متوسط بیش از ۵۴٬۸۷۸ نفر بوده‌است. این تور در ۵۸ شهر از ۳۵ کشور در ۵ قارهٔ جهان اجرا شد. سود تور هیستوری از کل ۸۲ کنسرت، ۱۶۵ میلیون دلار برآورد شده‌است. |                   |                                             |                           |
| ۲۰۰۹ | دیس ایز ایت       | ۱۳ ژوئیه ۲۰۰۹ – ۶ مارس ۲۰۱۰ (لندن) (لغو شد) | ۵۰ (تمام ۵۰ کنسرت لغو شد) |
| دیس ایز ایت نام مجموعه‌ای از ۵۰ کنسرت از مایکل بود که به گفتهٔ خودش، آخرین تور او بود. مایکل در طی بیانه‌ای که از اخبار جهان به صورت زنده در حال پخش بود خبر از برگزاری ۱۰ کنسرت را در ماه ژوئیه ۲۰۰۹ داد. دقایقی بعد از اعلام این خبر، تمام بلیط ۱۰ کنسرت به صورت اینترنتی به فروش رفت. به دلیل استقبال زیاد، ۴۰ کنسرت دیگر به دیس ایز ایت اضافه شد و در مجموع تعداد کنسرت‌ها به ۵۰ عدد رسید. بلیط تمام آن ۴۰ کنسرت اضافه شده نیز در کمتر از ۱۸ ساعت به فروش رفت و رکورد «سریع‌ترین پیش فروش در تاریخ بلیط جهان» به نام مایکل ثبت شد. دیس ایز ایت، اولین تور مایکل پس از ۱۲ سال بود و «بزرگ‌ترین بازگشت جهان» لقب گرفت یک میلیون بلیط فروخته شد و جکسون به مدت تقریبأ ۲ ماه به تمرین پرداخت. اما تنها ۱۸ روز مانده به آغاز اولین کنسرت، مایکل جکسون توسط داروهای خواب‌آور به صورت مشکوکی درگذشت. در صورت برگزاری این ۵۰ کنسرت، ۱ بیلیون پوند (تقریبأ ۱.۶ بیلیون دلار و ۲۰۰۰ میلیارد تومان) به اقتصاد کمک می‌شد. چند ماه پس از مرگ مایکل، فیلمی مستند و موزیکال از آنچه مایکل تنها دو روز قبل از مرگش انجام داده بود، اکران شد و به «پرفروش‌ترین فیلم مستند، موزیکال و کنسرتی جهان» تبدیل شد. |                   |                                             |                           |

## فهرست گزیدهٔ منابع
- Brooks, Darren (2002). Michael Jackson: An Exceptional Journey (به انگلیسی). Chrome Dreams.
- George, Nelson (2004). Michael Jackson: The Ultimate Collection booklet (به انگلیسی). Sony BMG.
- Grant, Adrian (2009). Michael Jackson: The Visual Documentary (به انگلیسی). Omnibus Press.
- Taraborrelli, J. Randy (2009). Michael Jackson: The Magic, The Madness, The Whole Story, 1958–2009 (به انگلیسی). Headline.
- Jones, Jel (2005). Michael Jackson, the King of Pop: The Big Picture: the Music! the Man! the Legend! the Interviews! (به انگلیسی). Amber Books Publishing.